# 本巣市立真正中学校
本巣市立真正中学校（もとすしりつ しんせいちゅうがっこう）は、岐阜県本巣市にある公立中学校。
校区は旧・本巣郡真正町に該当し、真桑小学校、弾正小学校の児童が進学する。
校名は、旧・真桑村の「真」と旧・弾正村の「正」を合成したものであり、真正町発足以前につけられたものである。

## 就学区域
- 政田、国領、下福島、温井、浅木、海老、上真桑、下真桑、軽海、十四条、宗慶、小柿[2]
- 本巣市は学校選択制を導入しており、就学区域外の本巣市内在住者でも、1年生の入学時および転入時（根尾地区の在住者は根尾学園の7年生に該当）においてのみ真正中学校を選択することが可能[2][3]。

## 沿革
- 1947年（昭和22年）
  - 4月1日 - 本巣郡学校組合立真正中学校として開校[注釈 1]。本校は真桑小学校の校舎の一部（5学級）を使用し、弾正小学校の校舎の一部（3学級）を弾正分校として使用。
  - 5月1日 - 開校式。
- 1948年（昭和23年）7月 - GHQ民間情報教育局の学校再配置通告により、北方町立北方中学校との合併の示唆を受ける（後に白紙化）。
- 1949年（昭和24年）
  - 4月4日 - 弾正分校を廃止。
  - 5月31日 - 真桑小学校の南隣に新築移転。
- 1955年（昭和30年）4月1日 - 真桑村と弾正村が合併して真正村が発足。同時に真正村立真桑中学校に改称する。
- 1964年（昭和39年）4月1日 - 町制施行し真正町となる。同時に真正町立真正中学校に改称する。
- 1980年（昭和55年）9月 - 現在地に新築移転。
- 1982年（昭和57年）
  - 2月 - 体育館が完成。
  - 7月 - プールが完成。
- 2004年（平成16年）2月1日 - 本巣町、糸貫町、真正町、根尾村が合併し、本巣市が発足。同時に本巣市立真正中学校に改称する。

## 進学前小学校
- 本巣市立真桑小学校
- 本巣市立弾正小学校

## 著名な出身者
- 戸本一真（馬術選手、東京五輪日本代表）[4]